# Ewerdt Hilgemann
Ewerdt Hilgemann (Witten, 21 februari 1938) is een Duitse, in Nederland werkzame, beeldhouwer.

## Leven en werk
Ewerdt Hilgemann (1938) werd geboren in Witten, Duitsland en na een korte studieperiode aan de Westfälische Wilhelms-Universität in Münster volgde hij een studie aan de Werkkunstschule van de Saarland Universiteit (Saarbrücken). In de jaren zestig ontving hij diverse werkbeurzen, onder andere van de Aldegrever Gesellschaft voor een werkperiode bij Kätelhöhn Drukkerij in Wamel. In 1963 was hij werkzaam in de kunstenaarskolonie Asterstein in Koblenz en van 1969 tot 1970 in de kunstenaarskolonie Halfmannshof in Gelsenkirchen. In deze periode exposeerde Hilgemann op verschillende plaatsen in Europa, voordat hij in 1970 naar Gorinchem, Nederland verhuisde. Van 1977 tot 1998 doceerde hij conceptontwikkeling aan de afdeling Beeldhouwen van de Willem de Kooning Academie in Rotterdam. Van 1975 tot 1984 had hij een atelier in het Italiaanse Carrara. Sinds 1984 woont en werkt Hilgemann in Amsterdam. Zijn werkplaats bleef in Hardinxveld-Giessendam, bij Gorinchem.
Hilgemanns werk uit de jaren zestig concentreerde zich op wandreliëfs bestaande uit houten staafjes en op seriële, minimalistische installaties (“Space Structures”) van grote polyester- en stalen buizen. In de jaren zeventig volgden reliëfs en houten abstract-geometrische sculpturen, gebaseerd op rasters en de kubusvorm. Vanaf de jaren tachtig kwam een omslagpunt in zijn denken en maakte Hilgemann zijn eerste fotografische werk, ‘Random Sculptures’ (voor herman de vries), gevolgd door een reeks van gezaagde granieten keien, bijvoorbeeld verwijzend naar de maximale kubus die in zo'n steen mogelijk was, terwijl hij alle delen liet zien ("Boulder with 3 Segments (90°)", 1981).
In 1982 rolde Hilgemann, voor het eerst in aanwezigheid van publiek, een gepolijste marmeren kubus (150x150x150cm) naar beneden vanuit de Carrara-groeve waar Michelangelo al zijn marmer haalde. Het resultaat was een bekraste en aangeslagen kubus, maar deze verloor zijn originele vorm niet. Een jaar later bracht hij twee gepolijste marmeren bollen tot explosie, wat resulteerde in een berekend aantal stukken (3 delen in wit Carrara-marmer en 9 delen bij de versie in donker Bardiglio-marmer). In 1983 maakte hij ook zijn eerste kubus van gelast staal, die hij tijdens het sculptuur-symposion Oost-West Forum in Dordrecht van het dak van een verlaten fabriek neer beneden gooide. De 'geplande vernietiging' van deze sculpturen zijn grotendeels afhankelijk van het toeval. Dit laatste kan echter ook van tevoren worden ingecalculeerd door de omstandigheden te bepalen. Volgens Hilgemann is dit eveneens van toepassing bij de zogeheten Implosion Sculptures, waarmee de kunstenaar in 1984 begon en waarmee hij zich tot op de dag van vandaag bezighoudt. De geometrische, roestvrijstalen vormen worden door een pomp (of met behulp van water) leeggezogen. Door de luchtdruk bezwijkt het object, wat resulteert in een nieuwe gedaante, waarvan de oorspronkelijke vorm echter nog steeds zichtbaar is. De meest gebruikte vormen zijn kubussen, vierkante zuilen en piramides.
In 2014 werd Hilgemann uitgenodigd door het Park Avenue Sculpture Committee om zijn werk voor een periode van drie maanden op de middenberm van de Park Avenue in New York te tonen. Voor deze omgeving maakte Hilgemann nieuwe sculpturen voor zeven locaties tussen de 52e en de 67e straat, alle sculpturen van roestvrijstaal in verschillende samenstellingen, enkele stukken, of groepen van twee of meer.
Het Kröller Müller Museum in Otterlo weidde onder de titel 'Ewerdt Hilgemann, Work in progress 1959-2020' een solotentoonstelling aan de kunstenaar in 2020. Door de COVID-19 problematiek werd deze verlengd tot in het najaar van dat jaar. Het museum verwierf ook zes werken van de kunstenaar.

## Werken in de openbare ruimte (selectie)
- 2021 Threesome, EUREF Campus, Berlijn, Duitsland[7]
- 2020 Three of a kind, Smalley Beeldentuin, Los Angeles, Californië[8]
- 2017 Imploded pyramid, Grugapark, Essen, Duitsland[9]
- 2014 Imploded Cube, Kröller-Müller Museum, Otterlo[10]
- 2014 Imploded Cube, Kunsthalle Bremen, Duitsland
- 2011 Three Graces, Bad Soden, Duitsland
- 2006 Quint, Hervormd Lyceum Zuid, Amsterdam
- 2000 Cerberus, Investment Bank Berlin, Duitsland
- 1996 Imploded Cube, Il-San Sculpture Park, Ko-Yang City, Korea
- 1992 Fountain, Gemeente Ingolstadt, Duitsland
- 1992 Delft Implosion, Technische Universiteit Delft, Nederland
- 1989 Tension, Gemeente Rotterdam, Nederland[11]
- 1987 Birth, Gemeente Heemstede, Nederland
- 1966 Rolling Cube, Gemeente Sion, Zwitserland
- 1986 Natura Artis Magistra, Universiteit Nijmegen, Nederland
- 1986 Imploded Column (Elblag Implosion), Elblag, Polen
- 1985 Imaginary Landscape, IWO, Amsterdam, Nederland
- 1985 Exploded Sphere, Beeldenpark, Dordrecht, Nederland
- 1979 Field of 32 Cubes, Gemeente Brielle, Nederland
- 1978 Kubusstructuur 1 + 2 = 3, Gemeente Gorinchem, Nederland
- 1974 Three equal volumes, Gemeente Gorinchem, Nederland
- 1972 Kubusstructuur, Gemeente Gorinchem, Nederland, zie Lijst van beelden in Gorinchem
- 1969 Ruimtestructuur, Gemeente van Amsterdam, Nederland

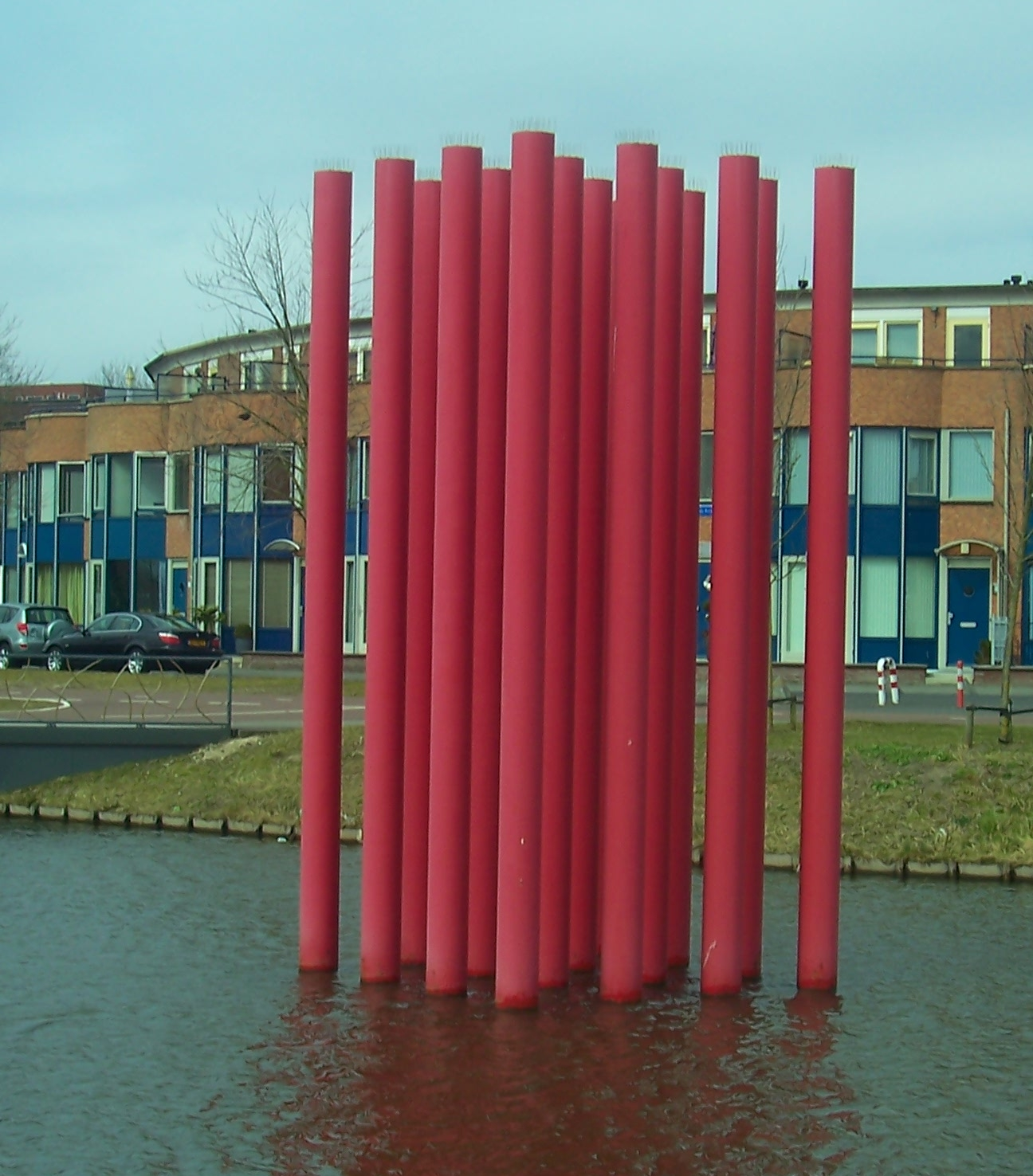
Ruimtestructuur (1969). Bijlmerpark, Amsterdam
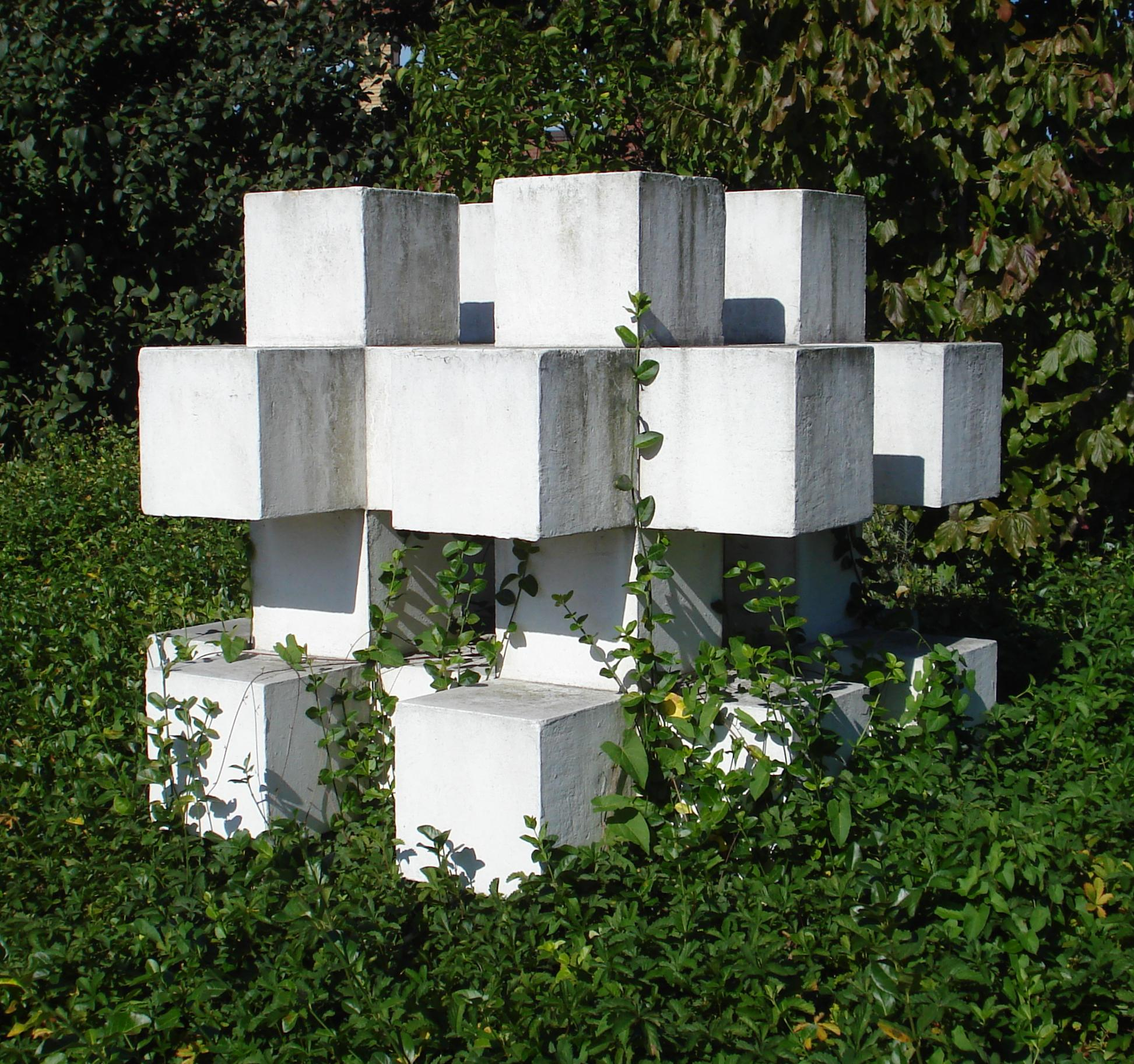
Kubusstructuur (1972). Gorinchem
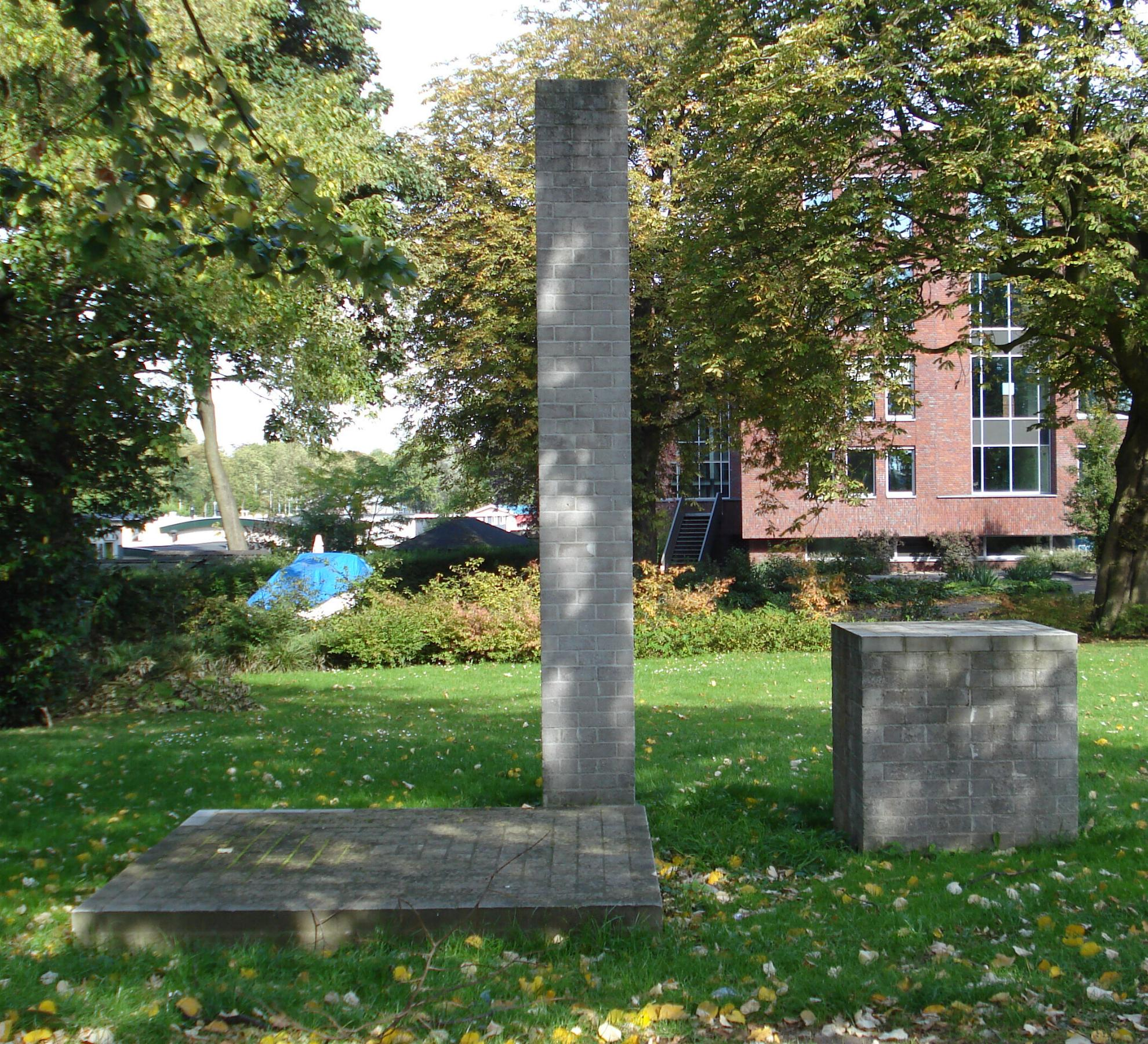
Drie gelijke volumes (1974). Baksteen. Gorinchem
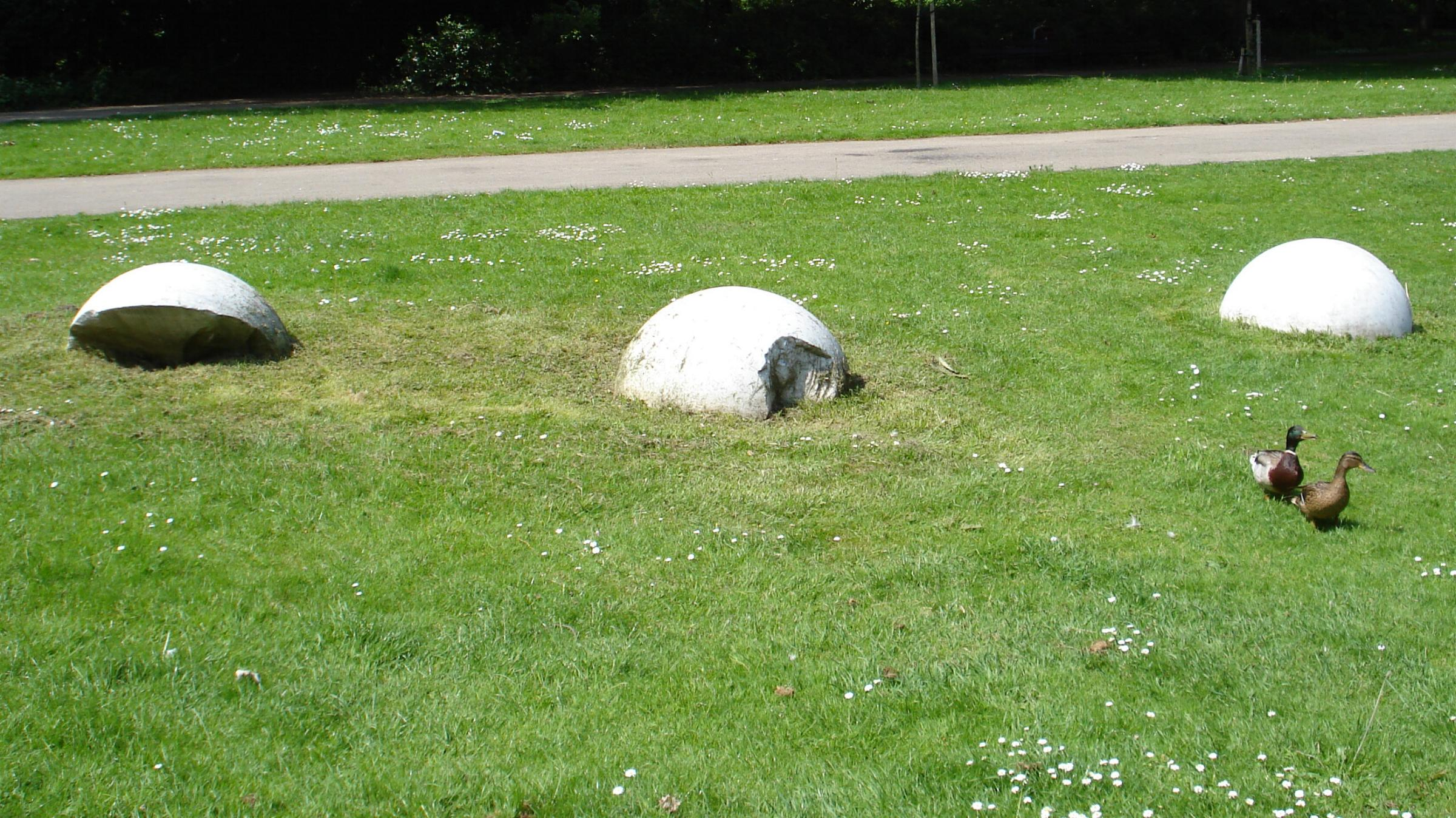
Exploded Sphere (1983). Carrara Marmer. Dordrecht
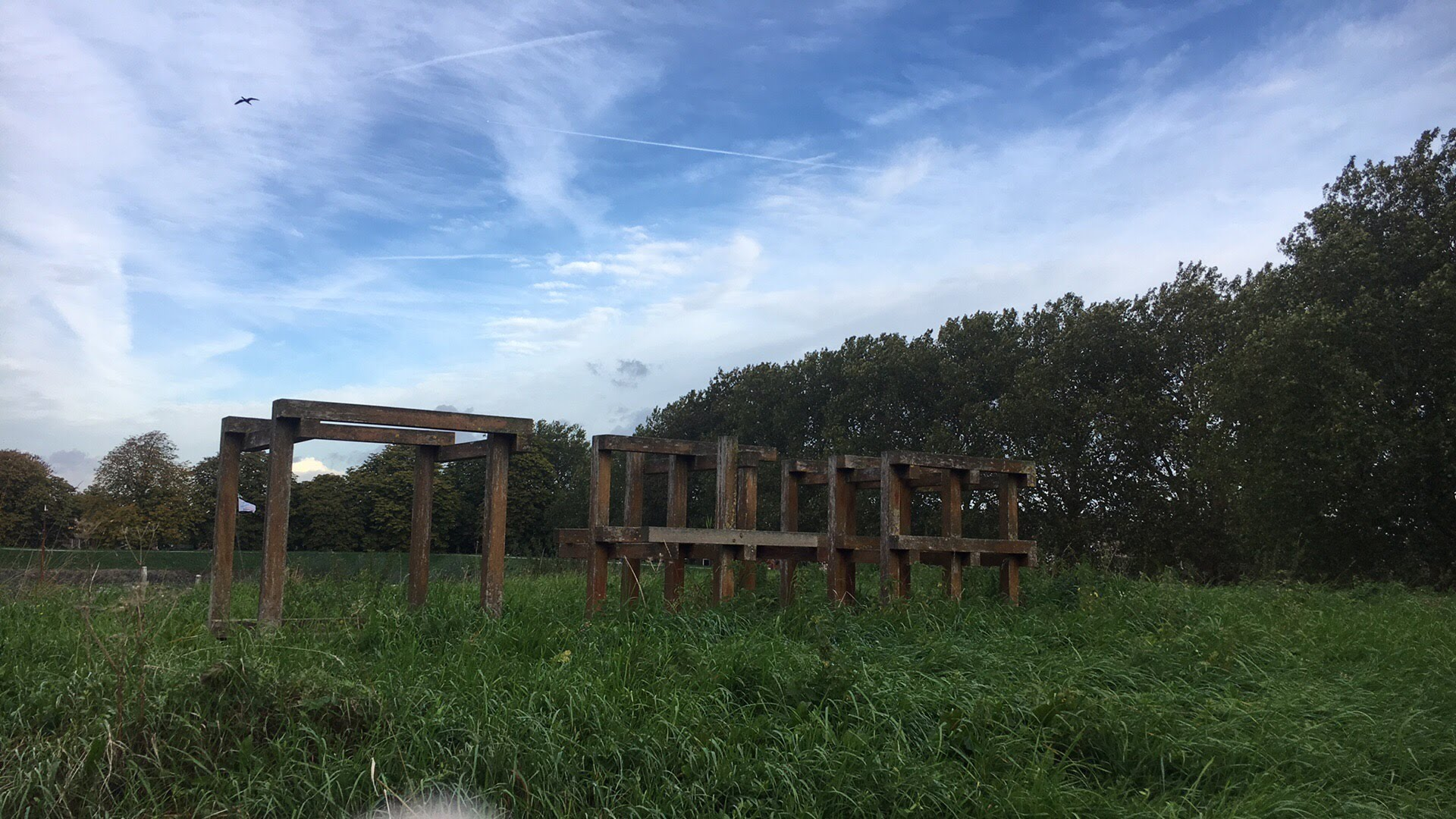
Kubusstructuur 1 + 2 = 3 (1978). Gorinchem
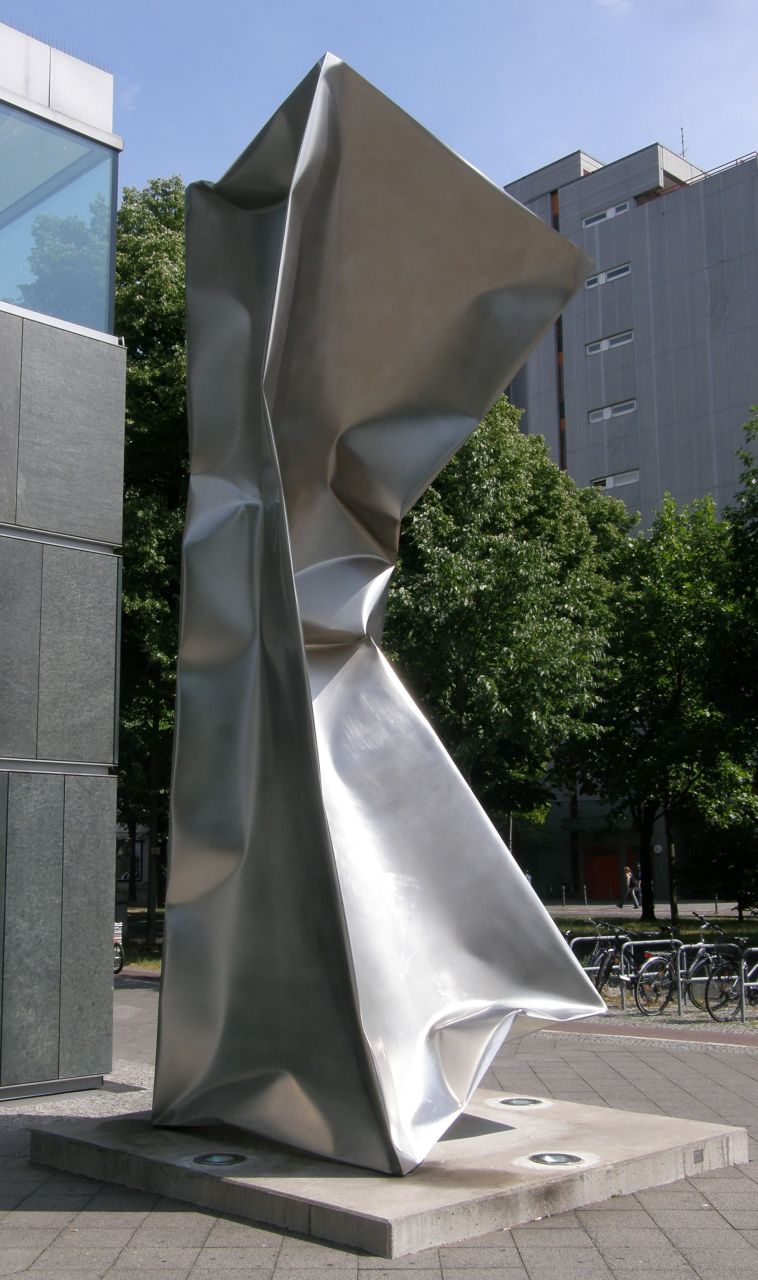
Cerberus (2000). Berlin
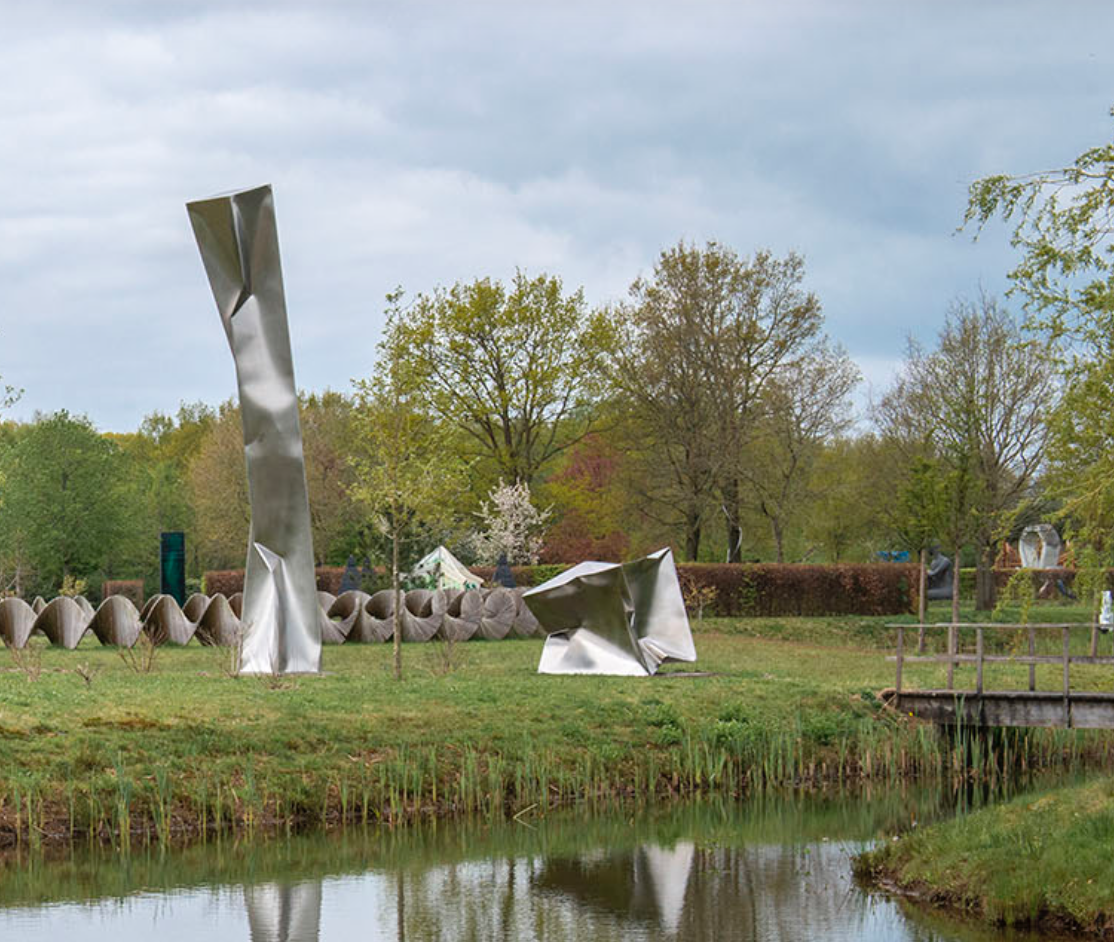
Twee implosie sculpturen (2023). Landgoed Annigahof, Zwolle

## Collecties (selectie)
In Nederland
Museum voor Moderne Kunst, Arnhem; Dordrechts Museum, Dordrecht; Van Abbemuseum, Eindhoven; Gorcums Museum, Gorinchem; Groninger Museum Groningen; Bonnefantenmuseum, Maastricht; Kröller-Müller Museum, Otterlo, Nederland
Internationaal
Louisiana Museum of Modern Art, Humlebæk (DK); Kunsthalle Bremen, Bremen (D); Museum für Konkrete Kunst, Ingolstadt (D); Museum Abteiberg, Mönchengladbach (D); Museum im Kulturspeicher, Würzburg (D); Elgiz Museum van Hedendaagse Kunst, Istanboel (TR)